# Emmaste-Kurisu
Koordinaten: 58° 46′ N, 22° 33′ O
Emmaste-Kurisu ist ein Dorf (estnisch küla) in der Landgemeinde Hiiumaa (bis 2017: Landgemeinde Emmaste). Emmaste-Kurisu liegt auf der zweitgrößten estnischen Insel Hiiumaa (deutsch Dagö). Bis zur Neugründung der Landgemeinde Hiiumaa hieß der Ort „Kurisu“ und wurde umbenannt, um sich von Kurisu zu unterscheiden, da beide nun in derselben Landgemeinde liegen.

## Beschreibung und Geschichte
Emmaste-Kurisu hat 18 Einwohner (Stand 31. Dezember 2011).
Emmaste-Kurisu liegt in einem Karstgebiet. Unter Naturschutz steht in Emmaste-Kurisu der größte Karsttrichter der Insel, der Kurisoo auk. Die Doline ist hundert Meter lang, dreißig Meter breit und bis zu sieben Meter tief.